# Сідеконґ Тулку Намґ'ял
Сідеконґ Намґ'ял II (1879 — 5 грудня 1914) — магараджа і чоґ'ял Сіккіму упродовж нетривалого періоду 1914 року.

## Життєпис
Був другим сином Тхутоба Намґ'яла. Здобував освіту у школі Святого Павла (Дарджилінг) і в Оксфорді. Був поліглотом, володів китайською, англійською, гінді, лепча, непальською й тибетською.
Настоятель монастиря Фодонг визнав його реінкарнацією дядька, Сідеконґа Намґ'яла. Після навчання в Оксфорді повернувся до Сіккіму, де підтримував тісні зв'язки з керівництвом країни. Намагався боротись із жадібністю та корупцією, а також об'єднати буддистів, відновлював монастирі.
1914 року захворів на жовтяницю, а 5 грудня того ж року помер через серцеву недостатність. Владу після його смерті успадкував Таші Намґ'ял, його молодший брат.